# Гливице
Гливѝце (на полски: Gliwice; на немски: Gleiwitz; на словашки: Glywicy; на латински: Glivitium; на чешки: Glivice) е град в Южна Полша, Силезко войводство. Административно е обособен в самостоятелен градски окръг (повят) с площ 133,88 км2. Също така е административен център на Гливишкия окръг без да е част от него.
Основан през XIII век, Гливице е едно от най-старите селища в Горна Силезия. Въпреки бързото развитие по време на индустриалната и социалната ери, центърът на Стария град напълно запазва своя средновековен характер и част от защитните стени датират от XV век.
Гливице е известен основно като индустриален град с развити индустрии като въгледобива, стоманодобива и производството на машини и химикали. Той е също така и важен образователен център, бидейки дом на повечето от департаментите на известния Силезийски технически университет. Дългата история на града има голямо влияние на архитектурата на сградите и структурите му; най-характерната особеност на Гливице е 110-метрова радиостанция, която се смята за най-високата дървена конструкция в света.

## Етимология
Етимологията на името на града не е сигурна. Има предположения, че произлиза от личното име „Глива“ или от старополската дума „гливи“ (глинест), показваща вида на земята, на която възниква селището. И двете названия произлизат от неличната глаголна форма „gliwieć“ (да се разва̀ля, да пожълтява).

## История

### Ранна история
Гливице за първи път се споменава като град в 1276 и е управляван по време на Средновековието от силезийските пястки князе (херцози). По време на упралвнието на Мешко I, градът е част от княжество, центрирано в Ополе-Рачибуж, и става отделно княжество през 1289. През 1335 става собственост на бохемската корона, а след това на австрийските Хабсбурги като Глайвиц (Gleiwitz) през 1526.
Поради огромните разходи, направени от Хабсбургската монархия по време на войните им от XVI век срещу Османската империя, Глайвиц е нает на Фридрих Цетриц за 14 000 талера. Макар и първоначалният наем да е с продължителност 18 години, той е подновен през 1580 г. за 10 години, а през 1589 г. – за още 18 години.
По време на Силезийските войни през XVIII век, Глайвиц е взет от Кралство Прусия заедно с по-голямата част от Силезия. След края на Наполеоновите войни, Глайвиц е администриран в пруския район Тост-Глайвиц в провинция Силезия през 1816. Градът е включен с Прусия в Германската империя през 1871 по време на обединението на Германия. През 1897 Глайвиц става свой собствен щадкрайс или градски район.

### Индустриализация
Първата доменна пещ на европейския континент е построена в Глайвиц през 1796 под ръководството на Джон Байдън. Глайвиц започва да се развива в голям град чрез индустриализацията през XIX век. Градското население през 1875 е 14 156. В края на XIX век обаче Глайвиц има: 14 дестилерии, 2 пивоварни, 5 мелници, 7 тухлени фабрики, 3 дъскорезници, 8 фабрики за тебешир и креда и 2 фабрики за стъкло.

### XX век
След края на Първата световна война се стига до сблъсъци между поляци и германци по време на силезийските въстания. Етнически полските жители на Горна Силезия искат да включат града във Втората полска република. Разликите между германците и поляците водят до първото и второто силезийско въстание и германската съпротива срещу тях. В търсене на мирно разрешаване на конфликта на 20 март 1921 г. Обществото на народите провежда плебисцит, за да определи към коя страна трябва да принадлежи градът. В Глайвиц 32 029 гласа (78,7% от дадените гласове) са за оставане в Германия, Полша е получава 8558 (21,0%) гласа, а 113 (0,3%) гласове са обявени за невалидни. Това поражда третото силезийско въстание, което принуждава Обществото да се предаде арбитраж. То определя, че три силезийски града (Глайвиц, Хинденбург и Бойтен) ще останат в Германия, а източната част на Горна Силезия със своя главен град Катовице ще се присъединят към възстановената Полша.
Атака на радиостанция в Глайвиц на 31 август 1939, организирана от германската тайна полиция, служи като претекст, създаден от Рейнхард Хайдрих по нареждане на Хитлер, Нацистка Германия да нападне Полша, което бележи началото на Втората световна война. От юли 1944 до януари 1945, Гливице е мястото за един от многото под-лагери на концентрационния лагер в Аушвиц.
На 24 януари 1945 г. Гливице е окупиран от Червената армия. Градът е поставен под полска администрация, съгласно Потсдамското споразумение през 1945 г. и по този начин част от Силезийско-дабровското войводство. По-голямата част от германското население е експулсирано съгласно споразуменията, направени на Потсдамската конференция и заменено с поляци, експулсирани от източните, преди това полски земи, анексирани след войната от Съветския съюз. Той е включен в силезкото войводство на 18 март 1945 г.

## Население
Според данни от полската Централна статистическа служба, към 1 януари 2014 г. населението на града възлиза на 185 450 души. Гъстотата е 1 385 души/км2.
Демография:
- 1871 – 13 130 души
- 1914 – 70 160 души
- 1939 – 117 240 души
- 1946 – 95 980 души
- 1950 – 119 968 души
- 1960 – 135 300 души
- 1970 – 172 000 души
- 1980 – 197 467 души
- 1988 – 223 403 души
- 2001 – 208 439 души
- 2009 – 196 361 души

## Известни личности
Родени в Гливице
- Ойген Голдщайн (1850 – 1930), германски физик
- Лукас Подолски (р. 1985), германски футболист

## Спорт
Градът е дом на футболния клуб Пяст (Гливице).

## Побратимени градове
- Ботроп, Германия
- Десау-Рослау, Германия
- Донкастър, Англия, Обединено кралство
- Кежмарок, Словакия
- Нака, Швеция
- Шалготарян, Унгария
- Валансиен, Франция